# Vale do Beca
O Vale do Beca, de Beca, do Becaa ou de Becaa (do em árabe: وادي البقاع; romaniz.: Wādī l-Biqā‘) é um vale fértil no Líbano, situado cerca de 30 km a leste de Beirute. O vale está localizado entre o monte Líbano a oeste e a cordilheira do Antilíbano a leste. Os romanos denominavam o vale do Beca de "celeiro do Império", e ainda hoje ele permanece sendo a mais importante região de agricultura do Líbano, e um grande centro populacional xiita libanês. Uma grande parte dessa população provém da Síria, deslocando-se para Beqaa em busca de melhores condições de vida.